# Перейра, Лиа
Лиа Перейра (англ. Lia Pereira; 5 марта 2004 года, Милтон, Онтарио) — канадская фигуристка, выступающая в парном катании с Треннтом Мишо. Они — бронзовые призёры чемпионата четырёх континентов (2025), победители этапа Гран-при Grand Prix de France (2023), двукратные серебряные призёры чемпионата Канады (2024, 2025).
По состоянию на 12 мая 2025 года пара Перейра / Мишо занимает 9-е место в рейтинге Международного союза конькобежцев (ИСУ).

## Биография
Лиа Перейра родилась 5 марта 2004 года в Милтоне.

## Карьера

### Ранние годы
Лиа начала учиться кататься на коньках в 2012 году. В сезоне 2017–2018, всё ещё выступая на уровне новисов в женском одиночном катании, она сформировала партнёрство в парном катании с Джеймсом Робартом-Морганом. Перейра/Робарт-Морган прошли квалификацию на чемпионат Канады среди новисов, где они заняли девятое место. После этого пара распалась и в следующем сезона она сосредоточилась на выступлениях, как одиночница. Она выиграла золотую медаль на Skate Milwaukee в Североамериканской серии 2018 года. Перейра была шестнадцатой на чемпионате Канады среди новисов в 2019 году.
В следующем сезоне Лиа стала серебряным призером Skate Canada Challenge в категории новисов. Она выиграла бронзовую медаль на чемпионате Канады в этой же категории. 2020 года. Из-за начала пандемии COVID-19 проведение как внутренних, так и международных соревнований сильно осложнилось, как и тренировки фигуристов. Перейра перешла на юниорский уровень, где её самым заметным соревнованием стал виртуальный Skate Canada Challenge, где она выиграла бронзовую медаль.

### 2021/2022: дебют на международном уровне
С возобновлением международных соревнований среди юниоров Перейра начала свой международный сезон среди юниоров на Cranberry Cup International в Норвуде, заняв пятое место. Затем Skate Canada поручила ей дебютировать в юниорской серии Гран-при в Красноярске. На российском этапе Лиа заняла десятое место, канадская фигуристка назвала это «потрясающим опытом», добавив: «Я узнала намного больше о том, как справляться с давлением такого события».
Перейра выступала на взрослом уровне на внутренних соревнованиях, став десятой дебютном чемпионате Канады. Она была выбрана представлять Канаду на чемпионате мира среди юниоров. Лиа впервые была отправлена на Challenge Cup, где заняла шестое место, включая третье место в произвольной программе. Она достигла личных лучших результатов в короткой программе и в целом на чемпионате мира среди юниоров, где заняла четырнадцатое место в общем зачёте, несмотря на то, что была двенадцатой и тринадцатой в двух программах.

### 2022/2023: переход в парное катание, совмещение двух дисциплин
Лиа Перейра снова открыла свой сезон на Cranberry Cup International, выиграв золото среди юниоров. Вернувшись на юниорские Гран-при, она финишировала шестой Куршевеле, установив при этом новый личный рекорд в произвольной программе. Затем ей было поручено дебютировать за взрослую команду на турнире серии «Челленджер» Finlandia Trophy, где она заняла пятнадцатое место.
В разгар своей карьеры в одиночном катании Перейра также получила возможность вернуться в парное катание, встав в пару с трёхкратным серебряным призёром национального чемпионата Тренном Мишо после ухода на пенсию его предыдущей партнёрши Эвелин Уолш. Её разыскали по рекомендации тренера Элисон Пуркисс, которая ранее тренировала ее с Робартом-Морганом в парах в новисах. Они дебютировали на отборочных соревнованиях Skate Ontario в ноябре, выиграв золотую медаль. Они дебютировали на отборочных соревнованиях Skate Ontario в ноябре, выиграв золотую медаль. Перейра / Мишо выиграли финальные национальные отборочные соревнования Skate Canada Challenge. Впоследствии Перейра сказала, что они «просто росли вместе, и каждое соревнование — это новый опыт обучения».  Перейра финишировала восьмой в соревнованиях среди женщин на этом же турнире, получив квалификацию на национальные чемпионаты в двух дисциплинах. Вскоре после этого их отправили на первые международный соревнования. Дебют пришёлся на турнир серии «Челленджер» Golden Spin of Zagreb. Заняв четвёртое место после короткой программы, они поднялись на третье место в произвольной программе, выиграв бронзовую медаль и обеспечив минимальный международный балл для участия на чемпионате мира.

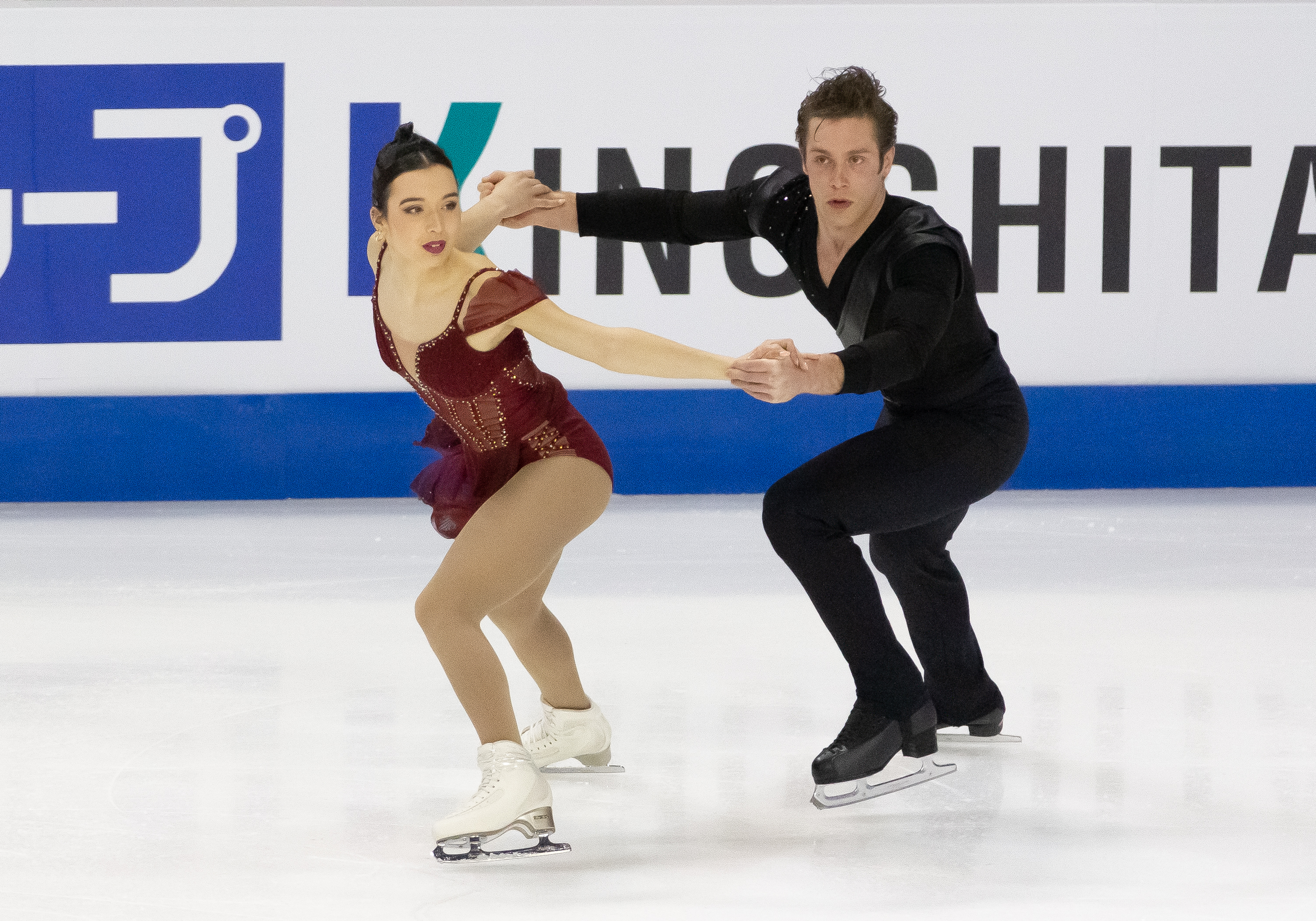
Лиа и Треннт на своём первом чемпионате четырёх континентов

Из-за расписания чемпионата Канады Лиа должна была исполнить две короткие программы и две произвольные программы в течение двух дней подряд. В первый день она заняла второе место в женской короткой программе с результатом 61,21 балла, отстав на 7,11 балла от действующей чемпионки страны, своей давней подруги и партнёрши по тренировкам Мадлен Скизас. В парах Лиа и Треннт заняли четвёртое место в короткой программе, отстав на 1,01 балла от Лорин / Этье, занявших третье место. На следующий день Лиа опустилась на пятое место в женском одиночном разряде, затем «вздремнула днём», прежде чем вернуться в финал соревнований среди спортивных пар. Её с Треннтом пара поднялась на третье место, выиграв бронзовую медаль, несмотря на то, что Мишо допустил ошибки в двух прыжковых элементах. Он сказал, что был «немного расстроен собой» из-за этих ошибок, но добавил, что было ещё «много положительных результатов».
На чемпионате четырёх континентов в Колорадо-Спрингс Перейра и Мишо заняли четвёртое место в короткой программе с чистым прокатом. Лиа и Треннт стали четвёртыми и в произвольной программе, единственной ошибкой было то, что Мишо сдвоил свой запланированный тройной сальхов. Они оба указали, что довольны тем, как прошло соревнование, так как они продолжали набираться опыта. Заключительным стартом сезона стал чемпионат мира в Сайтаме, где канадская пара заняла шестое место в общем зачёте. Треннт сказал, что их «короткий сезон был потрясающим».

### 2023/2024: первая победа на Гран-при
Первым соревнованием в новом сезоне стал турнир серии «Челленджер» Nebelhorn Trophy, где они заняли четвертое место, уступив 0,07 балла Аннике Хокке и Роберту Кункелу в борьбе за бронзу.

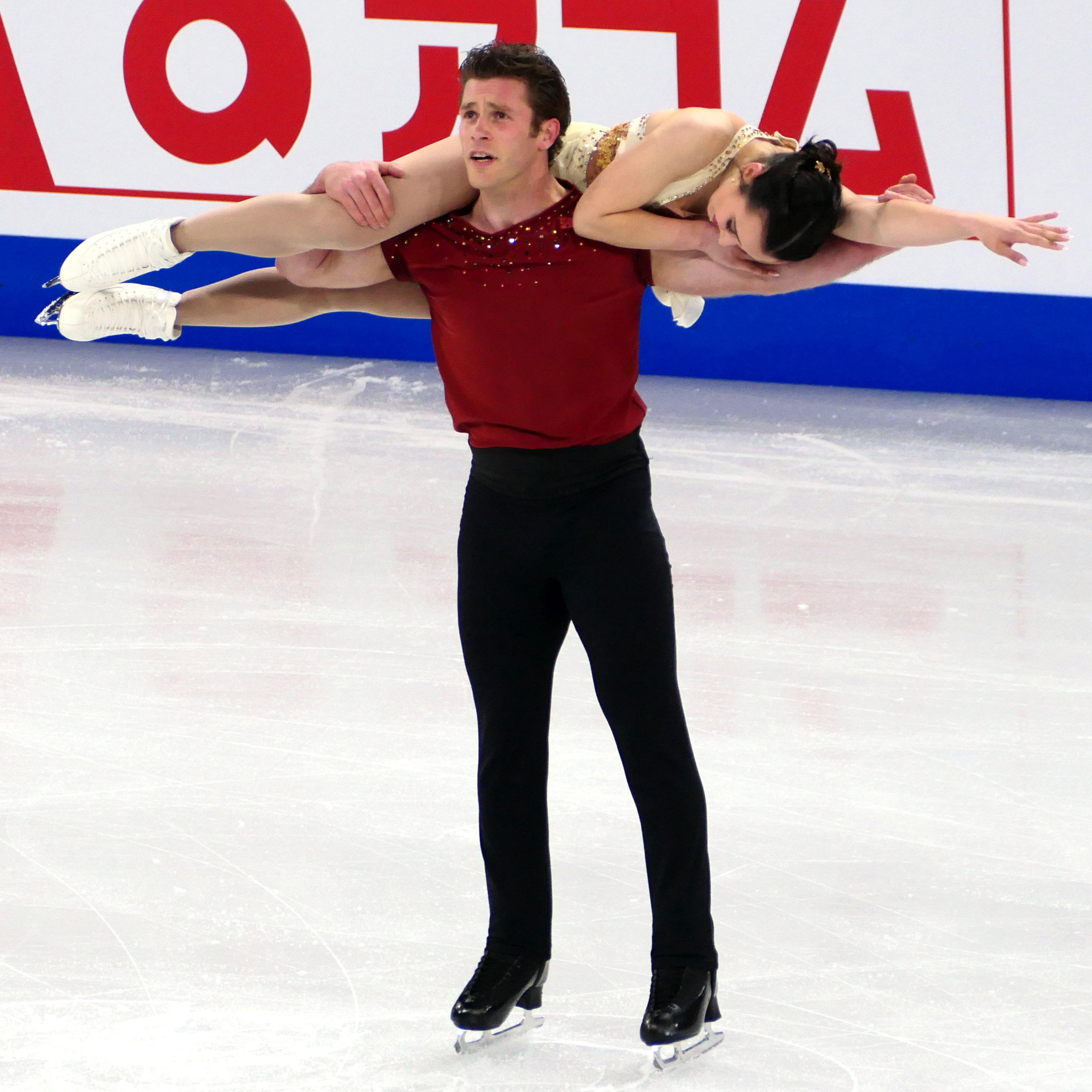
Финальная поза произвольной программы на чемпионате мира

В октябре пара дебютировала на этапах Гран-при, выступив на Skate America. В США канадская пара заняла второе место, вновь уступив Хокке / Кункелу. Через пару недель Перейра / Мишо выступили на своём втором этапе во Франции. Они чисто откатали короткую программу с новым личным рекордом 65,97, опередив на 0,66 балла фаворитов соревнований, действующих чемпионов Европы Конти / Маччи из Италии. В произвольной программе Мишо упал в конце своей прыжковой комбинации и допустил небольшую помарку на тройном сальхове, но пара все же установила еще один личный рекорд, что помогло им выиграть и произвольную программу, и свою первую золотую медаль Гран-при. Мишо сказал, что «знать, что то, что мы вложили в это, окупается, это очень приятное чувство». Эти результаты позволили им выйти в финал Гран-при, который в декабре прошёл в Пекине. В финале пара заняла шестое место.
После завершения серии Гран-при Перейра и Мишо решили пересмотреть свою короткую программу и заменили музыку на более мягкую версию с другой хореографией, основываясь на отзывах судей и других тренеров. Они финишировали вторыми в короткой программе на чемпионате Канады. Проблемы с прыжками и выбросами в произвольной программе не помешали им выиграть серебряную медаль.
Треннт повредил спину вскоре после национального чемпионата, что ограничило подготовку команды к чемпионату четырех континентов, где они финишировали пятыми.
На домашнем чемпионате мира, проходившем в Монреале, Перейра и Мишо заняли девятое место в короткой программе, откатав чисто, но получив лишь первый уровень за тройной подкрут. В произвольной программе, несмотря на то, что Перейра упала на выбросе, они были седьмыми в этом сегменте, поднявшись на восьмое место в общем зачёте. Перейра назвала это падение «весьма разочаровывающим, просто потому, что мы надеялись на такой великий момент, но я ещне могу извлечь из этого много хорошего. Это опыт, который я запомню навсегда».

### 2024/2025: медаль чемпионата четырёх континентов
Лиа и Треннт начали сезон на «Челленджере» в Германии. Прокат короткой программы у канадской пары не получился и после первого дня они занимали лишь седьмое место. В произвольной программе им удалась частично реабилитироваться: они заняли третье место в этом сегменте и поднялись на пятое место в общем зачёте.  Первым этапом Гран-при в новом сезоне стал турнир во Франции. После короткой программы канадцы занимали третье место, но в произвольной программе они допустили много ошибок и опустились на пятую строчку. Через пару недель Лиа и Треннт выступили на Cup of China, где они выступили лучше и завоевали бронзовую медаль.
На чемпионате Канады, который прошёл в середине января, Перейра и Мишо заняли второе место в короткой программе, уступив действующим чемпионам Стеллато-Дудек / Дешам. Набрав 70,43 балла, они впервые преодолели рубеж в 70 баллов на внутренних или международных соревнованиях. Затем они выиграли произвольную программу у своих партнёров по сборной, несмотря на падение на выбросе, но остались вторыми в общем зачёте и завоевали вторую подряд серебряную медаль.
По прибытии в Сеул на чемпионат четырёх континентов Перейра «сильно заболела» и не смогла участвовать в первой тренировке. Она чувствовала себя способной соревноваться, и Перейра / Мишо заняли третье место в короткой программе с чистым катанием, всего на 0,13 балла опередив Стеллато-Дудек и Дешама, занявших четвёртое место, и на 0,53 балла отстав от американцев Элли Кам / О'Ши, занявших второе место. Они также заняли третье место в произвольной программе, уступив своим канадским товарищам по команде, но им удалось превзойти американцев и завоевать бронзовую медаль с новым личным рекордом 198,40 балла. Это была вторая медаль чемпионата четырёх континентов для Треннта и первая в паре с Лией. В конце марта канадцы выступили на чемпионате мира в Бостоне, где выступили неудачно,  став лишь одиннадцатыми.

## Программы
(Выступления в паре с Треннтом Мишо)
| Сезон     | Короткая программа                                                                             | Произвольная программа | Показательные выступления                                    |
| --------- | ---------------------------------------------------------------------------------------------- | --- | ------------------------------------------------------------ |
| 2024/2025 | - Sing, Sing, Sing Луи Прима в исполнении Аниты О'Дэй хореография Жан-Люк Бейкер, Оливия Смарт | - Tango Jalousie Якоб Гаде в исполнении Сакари Орамо и Венского филармонического оркестра - Por una cabeza (Запах женщины) - Tango Jalousie Якоб Гаде в исполнении Сакари Орамо и Венского филармонического оркестра хореография Элисон Пуркисс | - Sparkling Diamonds (Мулен Руж!) в исполнении Николь Кидман |
| 2023/2024 | - River Bishop Briggs хореография Элисон Пуркисс                                               | - Slaves to Rome - Honor Him - Now We Are Free (из фильма «Гладиатор») Ханс Циммер и Лиза Джеррард хореография Элисон Пуркисс |                                                              |
| 2022/2023 | - Where We Come Alive Ruelle хореография Элисон Пуркисс                                        | - Пираты Карибского моря Ханс Циммер хореография Элисон Пуркисс | - Goo Goo Muck The Cramps - Bloody Mary Леди Гага            |

(Выступления в женском одиночном катании)
| Сезон     | Короткая программа                                           | Произвольная программа                                |
| --------- | ------------------------------------------------------------ | ----------------------------------------------------- |
| 2022–2023 | - Stand by Me Florence and the Machine хореография Ашер Хилл | - (Очи чёрные) Евгений Гребёнка хореография Ашер Хилл |
| 2021–2022 | - Listen to Your Heart Пер Гессле хореография Ашер Хилл      | - (Очи чёрные) Евгений Гребёнка хореография Ашер Хилл |

## Спортивные результаты
(Выступления в паре с Треннтом Мишо)
| Чемпионаты мира                    | 6 | 8 | 11 |
| Чемпионаты четырёх континентов     | 4 | 5 | 3  |
| Финал Гран-при                     |   | 6 |    |
| Этапы Гран-при. Skate America      |   | 2 |    |
| Этапы Гран-при. Франция            |   | 1 | 5  |
| Этапы Гран-при. Cup of China       |   |   | 3  |
| Челленджеры. Nebelhorn Trophy      |   | 4 | 5  |
| Челленджеры. Золотой конёк Загреба | 3 |   |    |
| Национальные                       |   |   |    |
| Чемпионаты Канады                  | 3 | 2 | 2  |
| Skate Canada Challenge             | 1 |   |    |

(Выступления в женском одиночном катании)
| Соревнования                  | 21/22         | 22/23         |               |               |               |               |               |
| Международные                 | Международные | Международные | Международные | Международные | Международные | Международные | Международные |
| ----------------------------- | ------------- | ------------- | ------------- | ------------- | ------------- | ------------- | ------------- |
| Finlandia Trophy              |               | 15            |               |               |               |               |               |
| Международные среди юниоров   |               |               |               |               |               |               |               |
| Чемпионаты мира среди юниоров | 14            |               |               |               |               |               |               |
| Гран-при Франции              |               | 6             |               |               |               |               |               |
| Гран-при России               | 10            |               |               |               |               |               |               |
| Challenge Cup                 | 6             |               |               |               |               |               |               |
| Cranberry Cup                 | 5             | 1             |               |               |               |               |               |
| Национальные                  |               |               |               |               |               |               |               |
| Чемпионаты Канады             | 10            | 5             |               |               |               |               |               |
| Skate Canada Challenge        | 4             | 8             |               |               |               |               |               |

## Детальные результаты
На чемпионатах ИСУ награждают малыми медалями за короткую и произвольную программу.

### С Треннтом Мишо
На чемпионатах ИСУ награждают малыми медалями за короткую и произвольную программу.

| 2024/2025 сезон            | 2024/2025 сезон                    | 2024/2025 сезон | 2024/2025 сезон | 2024/2025 сезон |
| Дата                       | Событие                            | КП              | ПП              | Общее           |
| -------------------------- | ---------------------------------- | --------------- | --------------- | --------------- |
| 25–30 марта 2025           | Чемпионат мира 2025                | 10 63,28        | 13 116,22       | 11 179,50       |
| 19–23 февраля 2025         | Чемпионат четырёх континентов 2025 | 3 69,79         | 3 128,61        | 3 198,40        |
| 14–19 января 2025          | Чемпионат Канады 2025              | 2 70,43         | 2 134,53        | 2 204,96        |
| 22–24 ноября 2024          | Cup of China 2024                  | 3 66,90         | 3 121,84        | 3 188,74        |
| 1–3 ноября 2024            | Grand Prix de France 2024          | 3 64,38         | 5 106,29        | 5 170,67        |
| 18—21 сентября 2024        | Nebelhorn Trophy 2024              | 7 57,04         | 3 119,24        | 5 176,28        |
| 2023/2024 сезон            |                                    |                 |                 |                 |
| Дата                       | Событие                            | КП              | ПП              | Общее           |
| 18–24 марта 2024           | Чемпионат мира 2024                | 9 64,83         | 7 122,10        | 8 186,93        |
| 30 января – 4 февраля 2024 | Чемпионат четырёх континентов 2024 | 6 59,89         | 5 122,16        | 5 182,05        |
| 8–14 января 2024           | Чемпионат Канады 2024              | 2 66,04         | 2 127,10        | 2 193,14        |
| 7–10 декабря 2023          | Финал Гран-при 2023                | 6 61,78         | 6 123,38        | 6 185,16        |
| 3–5 ноября 2023            | Grand Prix de France 2023          | 1 65,97         | 1 128,70        | 1 194,67        |
| 20–22 октября 2023         | Skate America 2023                 | 2 63,22         | 2 119,37        | 2 182,59        |
| 20—23 сентября 2023        | Nebelhorn Trophy 2023              | 4 62,38         | 2 126,56        | 4 188,94        |
| 2022/2023 сезон            |                                    |                 |                 |                 |
| Дата                       | Событие                            | КП              | ПП              | Общее           |
| 22–26 марта 2023           | Чемпионат мира 2023                | 6 65,31         | 4 127,69        | 6 193,00        |
| 7–12 февраля 2023          | Чемпионат четырёх континентов 2023 | 4 65,16         | 4 121,17        | 4 186,33        |
| 9–15 января 2023           | Чемпионат Канады 2023              | 4 64,60         | 3 111,93        | 3 176,53        |
| 7–10 декабря 2022          | Золотой конёк Загреба 2022         | 4 61,13         | 3 115,75        | 3 176,88        |